# Jacopo Contarini
Pour les articles homonymes, voir Contarini.
Jacopo Contarini (né en 1194 à Venise - mort en 1280 à Venise) est le 47e doge de Venise, élu le 6 septembre 1275.

## Biographie
Jacopo Contarini épouse une certaine Jacobina dont il a quatre enfants.
Issu d'une famille très riche, il occupe les charges de diplomate et procurateur de Saint-Marc.
Il y a peu d'information sur son élection sinon qu'en raison de son âge, déjà bien avancé, elle doit être le résultat d'un accord entre factions de divers courants qui ne réussissant pas à s'imposer choisirent une personne de second plan. Curieusement tous les doges, membres de cette famille furent élus en ces circonstances.
Contarini est donc élu le 6 septembre 1275 et n'est pas un grand doge.
Il vit ces quelques années de règne de manière retirée, faible, présidant peu de conseil d'état, trop vieux pour avoir encore la trempe nécessaire pour mener un gouvernement au cours de ces années troubles. La guerre avec Ancône, soutenue par le pape, reprend.
Le doge, qui ne souhaite pas s'engager dans une nouvelle guerre, abdique, même si pour certains historiens, il y est obligé le 6 mars 1280. Il se retire dans un monastère dans une île de la lagune vénitienne et meurt peu après, le 6 avril de la même année. Il aurait été enterré dans la basilique Santa Maria Gloriosa dei Frari.